# Voilà (dal)
A Voilà (magyarul: Íme) Barbara Pravi francia énekesnő dala, mellyel Franciaországot képviselte a 2021-es Eurovíziós Dalfesztiválon Rotterdamban. A dal 2021. január 30-án, a francia nemzeti döntőben, a C'est Vous Qui Décidezben megszerzett győzelemmel érdemelte ki a dalversenyen való indulás jogát.

## Eurovíziós Dalfesztivál
2021. január 30-án vált hivatalossá, hogy az énekesnő alábbi dalát választották ki a nézők és a szakmai zsűri a 2021-es C'est Vous Qui Décidez elnevezésű nemzeti döntőn, amellyel képviseli hazáját az elkövetkezendő Eurovíziós Dalfesztiválon.

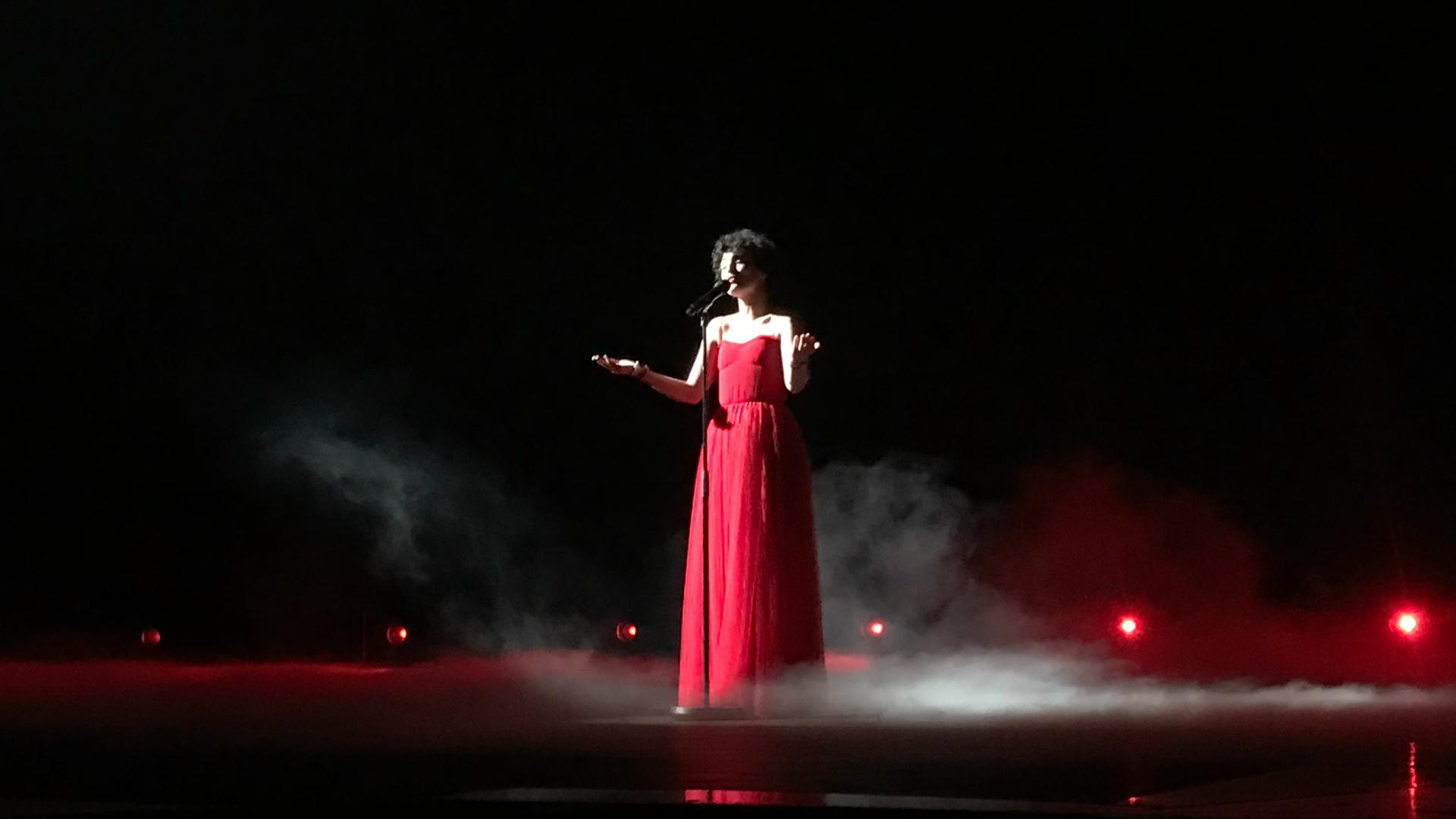
Barbara a Junior Eurovíziós Dalfesztivál színpadán

Mivel Franciaország tagja az automatikusan döntős „Öt Nagy“ országának, ezért a dalt az Eurovíziós Dalfesztiválon először a május 22-én rendezett döntőben versenyzett, de előtte a második elődöntő zsűris főpróbáján adták elő. A szavazás során a zsűri szavazáson összesítésben második helyen végeztek 248 ponttal (az Egyesült Királyságtól, Hollandiától, Írországtól, Németországtól, San Marinótól, Spanyolországtól, Svájctól és Szerbiától maximális pontot kaptak), míg a nézői szavazáson harmadik helyen végeztek 251 ponttal (Belgiumtól, Hollandiától, Portugáliától és Spanyolországtól maximális pontot kaptak), így összesítésben 499 ponttal a verseny második helyezettjei lettek. Utoljára harminc évvel ezelőtt, 1991-ben érték el ugyanezt a helyezést.
December 19-én a Párizsban rendezett Junior Eurovíziós Dalfesztiválon ismét előadta a dalt.

## A dal háttere
A dal rengeteg elemet tartalmaz az 1950-es–1960-as években népszerű sanzon stílusból. Barbara önmagunk elfogadásáról szóló, személyes történetét meséli el a dalban. A dalt Igit írta, aki leginkább a Joie című daláról ismert, illetve maga is részt vett a dalfesztivál francia előválogatójában 2018-ban a Lisboa Jerusalem című dallal. Továbbá ő szerezte a 2019-es Junior Eurovíziós Dalfesztivál francia versenydalát is.

## Slágerlisták
| Slágerlista (2021)                   | Legjobb helyezés |
| ------------------------------------ | ---------------- |
| Belgium (Framand Ultratop 50)        | 36.              |
| Belgium (Vallon Ultratop 50)         | 34.              |
| Egyesült Királyság (UK Singles)      | 62.              |
| Finnország (Suomen virallinen lista) | 10.              |
| Franciaország (SNEP)                 | 154.             |
| Hollandia (Holland Single Top 100)   | 3.               |
| Írország (IRMA)                      | 40.              |
| Litvánia (AGATA)                     | 4.               |
| Németország (GfK)                    | 62.              |
| Norvégia (VG-lista)                  | 19.              |
| Svájc (Schweizer Hitparade)          | 24.              |
| Svédország (Sverigetopplistan)       | 18.              |